# Sven Neuhaus
Sven Neuhaus (Essen, 4 aprile 1978) è un ex calciatore tedesco, portiere.